# Doellia
Doellia là một chi thực vật có hoa trong họ Cúc (Asteraceae).

## Loài
Chi Doellia gồm các loài: